# Розанная чехликовая моль
Розанная чехликовая моль (лат. Coleophora gryphipennella) — вид молевидных бабочек-чехлоносок (Coleophoridae).
Европа.

## Описание
Мелкая молевидная бабочка. Размах крыльев 11—13 мм. Основная окраска серовато-коричневая. Имаго встречается в конце июня — июле, прилетает в сумерках и рано утром; самцы собираются вместе с самкой до 9 часов утра. Гусеница питается на растениях рода Rosa, строя из вырезанных фрагментов листьев последовательно более крупные компактные корпуса-укрытия; сентябрь 3 мм, октябрь-апрель 6 мм. В середине апреля формируется третий и последний корпус диаметром 6 или 7 мм. Сначала он лопатчатый, с двустворчатым анальным отверстием и зубчатым спинным килем, образованным по краю листа. В течение мая корпус расширяется дорсально, приобретая цилиндрическую форму с тройным анальным отверстием. Расширение может скрывать дорсальную зубчатость. Окукливание в случае прикрепления к стеблю происходит в конце мая — июне.

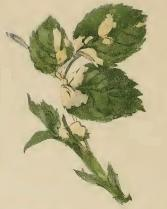
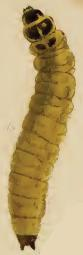
Гусеница
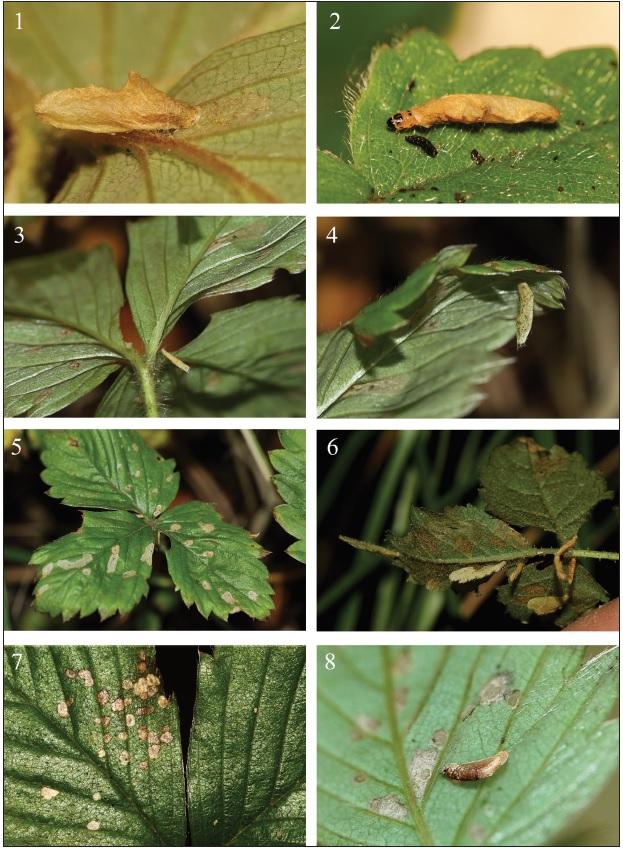
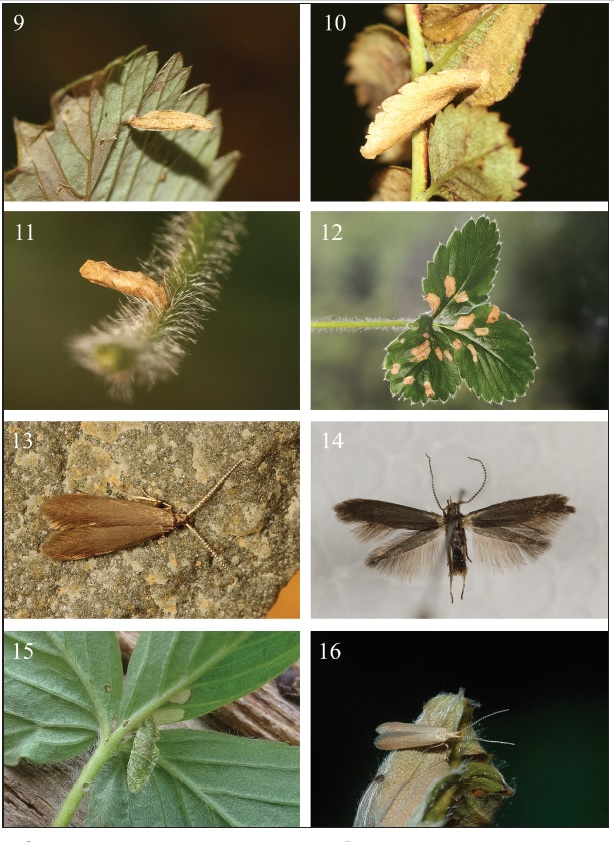